# USS Harry S. Truman (CVN-75)
Pour les articles homonymes, voir Truman.
L'USS Harry S. Truman (CVN-75) est un porte-avions polyvalent américain à propulsion nucléaire, faisant partie de la classe Nimitz. Il est le cinquième et dernier porte-avions de la sous-classe Theodore Roosevelt, et fait partie des 11 porte-avions géants de l'US Navy.
À l'origine, le navire a été baptisé USS United States, mais il a été renommé Harry S. Truman au début de sa construction, en hommage au 33e président des États-Unis, Harry S. Truman. La devise du porte-avions est « The Buck Stops Here » (en français : « la patate chaude s'arrête ici »), l'un des dictons préférés de Harry S. Truman. Cette devise illustre l'endossement de la responsabilité ultime dans la prise de décision.
Le navire possède son propre journal quotidien, le Give 'em Hell Herald, et sa chaîne d'informations télévisuelle hebdomadaire, Synergy.

## Construction
La commande a été passée le 30 juin 1988 au Newport News Shipbuilding de Newport News, en Virginie, sous la désignation USS United States. La quille fut mise en chantier le 29 novembre 1993, et le navire fut renommé Harry S. Truman en février 1995. Trois ouvriers moururent sur le chantier le 12 juillet 1997, des suites d'un empoisonnement au méthane et au sulfure d'hydrogène, provenant de la fuite d'une pompe. En mémoire, leurs noms furent gravés sur une plaque en laiton, accrochée dans le tunnel menant au hangar no 1.
Le navire fut lancé le 13 septembre 1996, et alla rejoindre la Navy le 25 juillet 1998, après avoir passé les tests finaux un mois auparavant.
Le président des États-Unis Bill Clinton fut présent lors de la cérémonie de baptême, ainsi que Ike Skelton (en), élu démocrate du Missouri (État d'origine de Truman), président de la Commission des forces armées de la Chambre des représentants des États-Unis et à qui l'on doit le renommage du navire en Truman.

## Historique
Son premier déploiement eut lieu du 16 février au 23 mai 2001, en soutien de l'opération Southern Watch, qui créa une zone d'exclusion aérienne à la suite de la guerre du Golfe. Près de 870 sorties furent réalisées au-dessus du territoire irakien. Il retourna ensuite au chantier naval Norfolk Naval Shipyard (Portsmouth, en Virginie), pour sa première remise à niveau (Planned Incremential Availability).
Son deuxième déploiement a eu lieu le 5 décembre 2002, dans le cadre de l'opération Enduring Freedom, en faisant escale à Marseille et à Souda Bay (Crète). Il fut ensuite impliqué dans l'opération liberté irakienne en 2003, avant de retourner à son port d'attache le 23 mai 2003 (Norfolk).

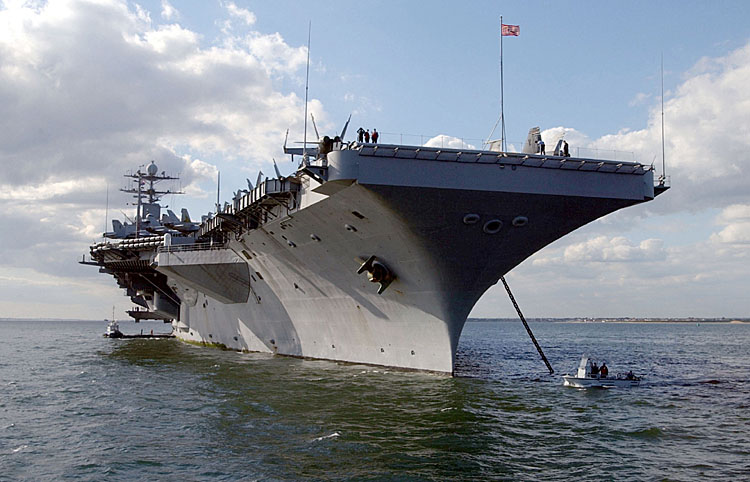
Le Truman, mouillant à Portsmouth lors de son escale au Royaume-Uni (mai 2003).

Il fut ensuite dépêché en mer Méditerranée par la Fleet Response Plan, pour ensuite participer à l'opération Majestic Eagle dans le Pacifique-Est. Il fit escale à Naples, avant de retourner à son port d'attache, pour y subir une deuxième remise à niveau (PIA).
Le Truman fit route vers le golfe Persique le 13 octobre 2004, et fit escale à Souda Bay (Crète), Manama (Bahreïn) et Dubaï (Émirats arabes unis), avant de retourner à son port d'attache le 19 mars 2005. Bien qu'il fût prévu de traverser l'équateur et de faire escale en Afrique du Sud, des désordres diplomatiques l'ont obligé à passer par le canal de Suez plutôt que de faire le tour de l'Afrique.
Lors du désastre de l'ouragan Katrina le 1er septembre 2005, le Truman fut envoyé dans le golfe du Mexique et l'atteint 3 jours plus tard, pour porter secours aux victimes. Ancré à 80 kilomètres de Mobile (Alabama), il servit de base aérienne pour une escadre d'une quarantaine d'hélicoptères de la base navale de Jacksonville. Le navire a fourni de l'équipement, des vivres et surtout, a servi de station de désalinisation d'eau de mer. L'eau potable ainsi produite fut envoyée par hélicoptère sur les zones sinistrées, à destination de la population. L'escadre menait en moyenne 90 sorties par jour. Les marins, quant à eux, ont participé à l'effort général en transportant du matériel et des équipements, et en fournissant des soins médicaux. Après 20 jours d'aide humanitaire, le Truman retournera à son port d'attache. Le navire subit une remise à niveau (PIA) en janvier 2006, et durant cette période, 25 marins volontaires se rendirent à Gulfport (Mississippi) pour aider à la reconstruction de la ville, pendant une semaine en mars 2006.

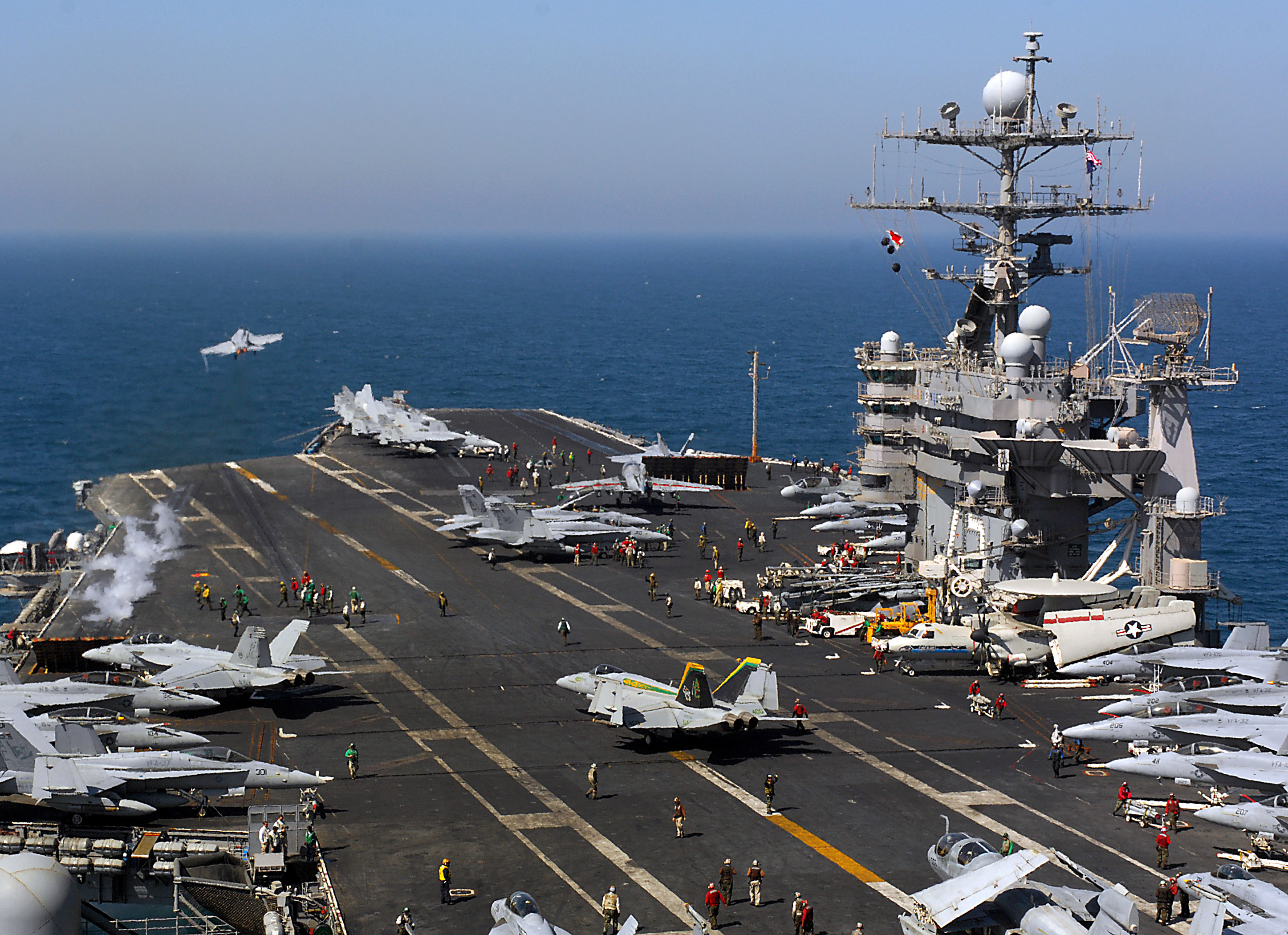
Vue du pont du Truman (février 2008).

Le navire quitta son port d'attache en décembre 2006 pour mener des exercices de routine. Le 15 août 2007, un E-2C Hawkeye s'écrasa accidentellement en mer, au large des côtes de la Caroline du Nord, tuant ses trois membres d'équipage,.
Pour son septième déploiement du 5 novembre 2007, le porte-aéronef mit le cap vers le golfe Persique. Il fit escale à Dubaï, à Rhodes (Grèce) et à Marseille en mai 2008. Il retourna à son port d'attache le 4 juin 2008, en faisant escale à Mayport (Floride).
Lors de la présentation du budget de la défense 2019, le département de la Défense annonce son intention de le désarmer en 2020 alors qu'il doit effectuer une refonte à mi-vie, mais la classe politique américaine refuse cette proposition et le 1er mai 2019, le président Trump annule l’ordre de mise hors service.
Le 18 juillet 2022, un F/A-18 Super Hornet passe par dessus bord lors d'un coup de vent en Méditerranée.
A partir de décembre 2024, il participe à l'opération Gardien de la prospérité dans le cadre de la crise de la mer Rouge et son escadre assure la protection de navires marchands et aux bombardements contre les Houtis au Yémen.
Dans la nuit du 21 au 22 décembre 2024, alors qu’il venait d’être sollicité pour frapper un dépôt de missiles et un centre de commandement et de contrôle utilisés par les houthis dans la région de Sanaa, l’un de ses F/A-18F Super Hornet est touché par un missile surface-air SM-2 tiré par le croiseur USS Gettysburg (CG-64) Ses deux pilotes furent récupérés sains et saufs.
Le 1er février 2025, 16 F/A-18 Super-Hornet d'un raid de 27 avions de ce type du Carrier Air Wing One larguant 56 tonnes de bombes JDAM en deux minutes sur des grottes à environ 80 km au sud de la ville de Bosaso en Somalie tuent, selon une estimation, 14 membres de l'État islamique en Somalie. Il s'agit du plus important bombardement en tonnage de munitions largées mené depuis un porte-avions à cette date.
Puis, dans la nuit du 12 au 13 février 2025, s’apprêtant à transiter par le Canal de Suez après une séquence en Méditerranée orientale, le  Truman entra en collision avec le Besiktas M, un cargo de 55 000 tonnes battant pavillon panaméen, au large de Port-Saïd. Le navire fut contraint de gagner la base navale de Crète pour y subir des réparations, le choc ayant causé des dégâts au niveau de plusieurs locaux dédiés à la maintenance et au stockage situés sur sa partie tribord. Sans attendre les conclusions de l’enquête, son capitaine est relevé de son commandement. 
Le 29 avril 2025, alors déployé en mer Rouge, le porte-avions perd un F/A-18E Super Hornet de la flottille VFA-32 et un tracteur de pont d'envol qui manœuvrait l'appareil sur un ascenseur, lors d'une manœuvre évasive de virages à grande vitesse amenant à une gite entre 10 et 15° du pont et visant à éviter des missiles tirés par les rebelles Houthis.
Le 6 mai 2025, un F/A-18F Super Hornet est à son tour perdu lors d'un appontage. Il ne réussit pas à accrocher le brin d'arrêt et à remettre les gaz pour redécoller et tombe à la mer. L'équipage parvient à s'éjecter, puis est récupéré et ne souffre que de blessures légères.

## Groupe aéronaval duTruman
En 2007, le Truman fait partie du groupe aéronaval Carrier Strike Group 10 (CSG-10) et transporte les escadrons qui composent le Carrier Air Wing 3 (CVW-3). Il est le navire amiral du CSG-10 et le siège du commandant du Destroyer Squadron 26.

### Escadrons du CVW-3

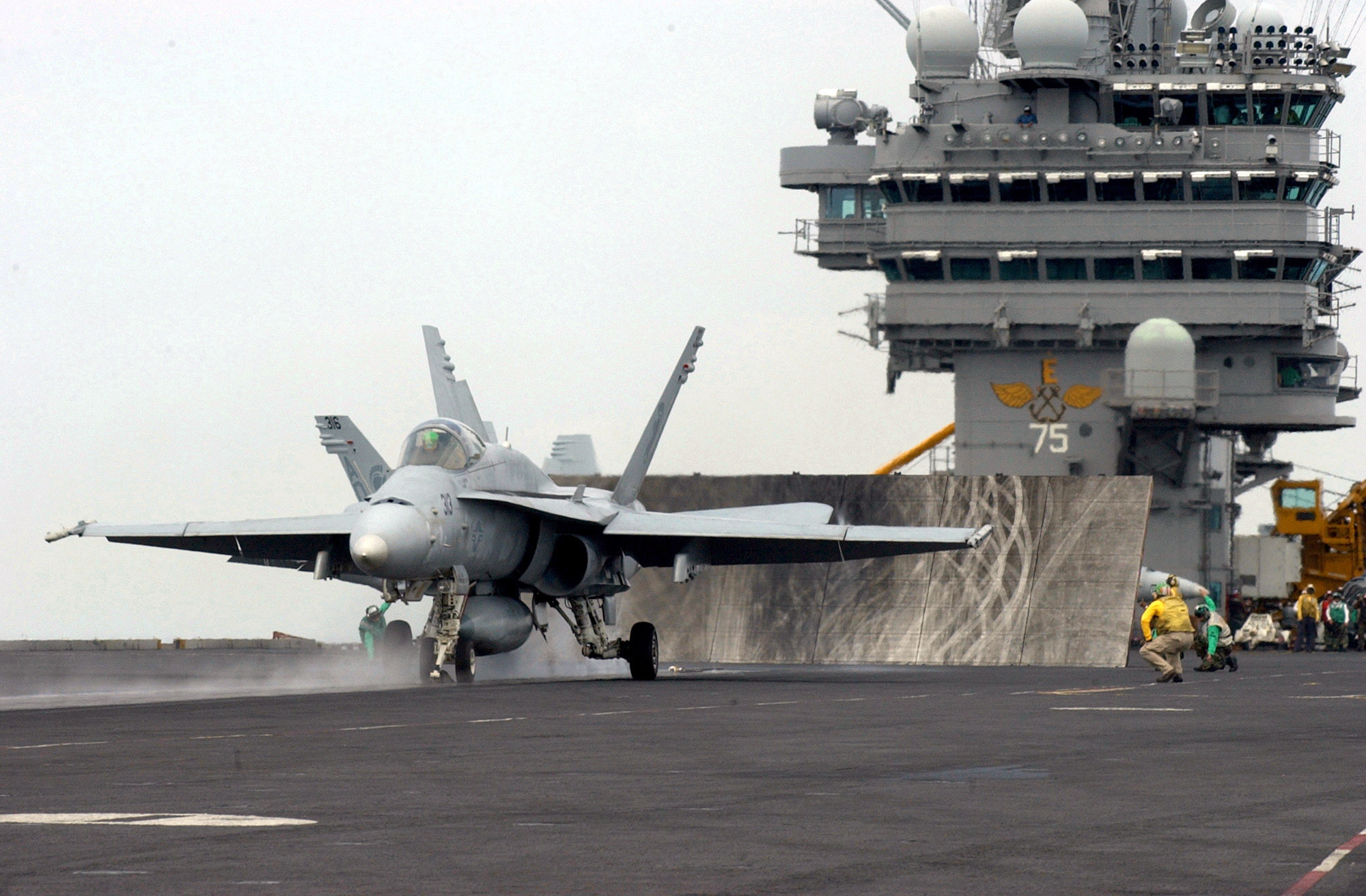
Un F/A-18 du VFA-106 “Gladiators” (2005) ; cette escadre ne fait aujourd'hui plus partie du CVW-3.

Le parc aérien du Truman est, en 2007, constitué de 74 aéronefs :
- Quatre escadrons d'attaque et d'assaut F/A-18 Hornet :
  - Strike Fighter Squadron 11 (VFA-11) “Red Rippers”
  - Strike Fighter Squadron 32 (VFA-32) “Swordsmen” (chasseurs SuperHornet)
  - Strike Fighter Squadron 37 (VFA-37) “Ragin' Bulls”
  - Strike Fighter Squadron 105 (VFA-105) “Gunslingers”
- Un escadron de Grumman EA-6 Prowler Electronic Attack Squadron 130 (VAQ-130) “Zappers” (contre-mesure électronique, avion retiré du service en mars 2019)
- Un escadron de E-2 Hawkeye Carrier Airborne Early Warning Squadron 126 (VAW-126) “Seahawks” (AWACS)
- Un escadron de Seahawk Helicopter Antisubmarine Squadron 7 (HS-7) “Dusty Dogs” (hélicoptères ASM)
- Une flotte de soutien logistique Grumman C-2 Greyhound Fleet Logistics Support Squadron 40 (VRC-40) “Rawhides”

### Navires du DESRON-26
Le DESRON est composé, en janvier 2009, des bâtiments suivants :
- USS Carney (DDG-64) ;
- USS Ross (DDG-71) ;
- USS Oscar Austin (DDG-79) ;
- USS Winston S. Churchill (DDG-81) ;
- USS Bulkeley (DDG-84) ;
- USS James E Williams (DDG-95).

## Insigne
L'insigne du navire a été conçu par son équipage. Les couleurs bleu et or sont héritées du sceau du département de la Défense. Il est ovale, et le nom Truman prend la forme de la coque du porte-avions (calligramme). Il présente également la devise du navire, « The Buck Stops Here », ainsi que son indicatif, sous forme de pavillons. Les 33 étoiles qui bordent l'insigne honorent le 33e président des États-Unis, Harry S. Truman.
Les aigles ont été choisies pour les symboles qui leur sont liés. Elles représentent l'intégrité et l'honnêteté du président Truman, la maîtrise de la mer, la force et l'autorité (serres déployées, éclair) ainsi que la volonté de maintenir la paix (branche d'olivier).

## Fanion de guerre

Fanion de guerre.

Le fanion de guerre du Truman est une variante du drapeau du 129e Régiment d'Artillerie Terrestre de la 35e division (129th Field Artillery Regiment of the 35th Division), la batterie qui était sous le commandement du Captain Harry S. Truman, durant la Première Guerre mondiale.
Les canons croisés sont des canons de 75 Modèle 1897, ceux que Harry Truman et son régiment ont utilisés lors des combats sur le sol français, contre les Allemands. Le stylisme en queue-de-pie, les canons croisés, le « 129 » et le « D » proviennent du drapeau d'origine. L'écarlate représente le prix que les Américains ont dû payer pour leur indépendance, selon le point de vue de Truman : 
« Aujourd'hui encore, la liberté coûte cher. La liberté coûte de l'argent. Elle coûte du sang. Elle nécessite le courage et l'endurance, non seulement des soldats, mais aussi des hommes et des femmes qui sont libres, et qui sont déterminés à le rester. Il faut combattre pour la liberté, tout comme nos pères ont dû combattre lors de la naissance de notre État. »
“Give 'em hell” (littéralement, Bottez-leur le train) est devenu le cri de guerre du navire, ainsi que le nom du journal de l'équipage. Cette expression remonte à la campagne de réélection présidentielle de 1948. Lors d'un discours de Harry Truman, porté à Seattle, une des personnes de l'assemblée s'est écriée “Give 'em hell, Harry!”.

## Décorations
Le Truman a reçu le Battle “E” en 2003, 2004 et 2005. En 2004, il gagna le Marjorie Sterrett Battleship Fund Award de l'Atlantic Fleet.

## LeTrumandans la culture
- Le documentaire City of Steel (Cité d'Acier) de Discovery Channel retrace la construction du navire, ses premiers tests de qualification et son entrée en service actif ;
- Les Larmes du soleil est un film de guerre américain de 2003, tourné sur ce porte-avions.

#### Articles
- (fr) www.meretmarine.com – Mer et Marine, Reportage : À bord du porte-avions USS Harry S. Truman
- (en) www.truman.navy.mil – site officiel de l'US Navy sur l'USS Harry S. Truman
- (en) www.navysite.de/cvn/cvn75.html – article NavySite.de
- (en) www.uscarriers.net/cvn75history.htm – article U.S. Carriers.net
- (en) www.globalsecurity.org/military/agency/navy/batgru-75.htm – article GlobalSecurity.org

#### Galeries
- (en) www.maritimequest.com – galerie MaritimeQuest
- (en) www.navsource.org/archives/02/75.htm – galerie NavSource Naval History
- Vue aérienne de l'USS Harry S. Truman sur Google Maps